# Chrononutrition
La chrononutrition (ou chrono-nutrition marque déposée au Luxembourg) est un mode d'alimentation adapté à l'horloge biologique des individus,,. Il a été mis au point par le docteur nutritionniste Alain Delabos en collaboration avec le Professeur Jean-Robert Rapin. Souvent apparentée à un régime, la chrononutrition correspond plutôt à une alimentation équilibrée dont la stabilisation du poids n'est qu'un des aspects. Cette méthode permet également — selon les résultats présentés par l'auteur — de réduire le taux de cholestérol ou de prévenir les maladies cardio-vasculaires. D'après Alain Delabos, la chrononutrition augmenterait l'espérance de vie de 10 à 20 ans en moyenne.

## Présentation
Ce programme alimentaire n'est pas un régime au sens restrictif du terme puisque tous les aliments sont autorisés sauf les produits laitiers riches en lactose (lait et fromages non fermentés) et les aliments mélangeant gras et sucre (ou les deux dans un même repas). Le principe de base est que tout aliment est bon pour l'organisme à condition de le manger au bon moment de la journée et en bonne quantité.
La chrononutrition passe avant tout par l'édification d'un bilan complet de l'état physique du patient. Ce constat appelé morphotype permet notamment de recueillir les mensurations du patient ainsi que ses habitudes alimentaires[réf. à confirmer]. C'est ce qui va permettre d'établir la journée type du patient, autrement dit l'organisation et la quantification des repas au cours de la journée[réf. à confirmer]. La chrononutrition permet ainsi de mincir (quand on a du poids en trop) ou de prendre du poids (si on est en insuffisance pondérale).

### Organisation d'une journée type
Matin : aliments riches en graisses saturées et protéines (pain, beurre, œufs) , la base étant les fromages puisqu'en moyenne il est demandé de consommer chaque matin dès la première heure de réveil de 80 à 150g.
Midi : des protéines animales et des féculents (pâtes ou pommes de terre, légumineuse, viande)
Goûter : des oléagineux et du sucre naturel (fruits frais, fruits secs, noix, miel, chocolat)
Soir : des protéines légères à digérer, des graisses riches en omega-3 et des fibres (poisson gras ou fruits de mer, légumes verts)

Contrairement aux régimes traditionnels, la soupe n'est pas recommandée, (surtout pour les femmes) car elle serait susceptible d'augmenter les risques de rétention d'eau. En revanche, elle peut être consommée le matin (et pas tous les matins) avec autre chose. La chrononutrition propose ainsi une grille de lecture pour permettre de manger de façon équilibrée tous les groupes d'aliments au cours d'une journée. En complément, deux repas dits jokers (sans restriction) non consécutifs sont recommandés chaque semaine. Ils permettent d'éviter à l'organisme de se placer en mode « survie » et répondent aussi à des besoins de sociabilité : fêtes, restaurants, etc.

### Critiques
Dans un avis du 4 mai 2011 consacré aux principaux régimes amaigrissants, l'Agence nationale chargée de la sécurité sanitaire de l'alimentation, de l'environnement et du travail (Anses) qualifie la chrononutrition de « régime hyperlipidique » comportant notamment des apports en fibres, fer, calcium, potassium, sodium, sélénium supérieurs aux ANC (apports nutritionnels conseillés),,. Le Dr Cohen relève cependant que l'étude fait l'impasse sur la qualité des différents types de lipides apportés par chaque régime.
En 2015, une thèse de médecine a procédé à une étude qualitative de personnes ayant suivi le régime. En plus des observations réalisées sur le ressenti des patients, cette thèse vient expliquer les différentes critiques faites sur les principes contradictoires de ce régime : régime hyperlipidique, régime hyperprotéiné, régime hypoglucidique, régime pauvre en fruits et légumes, risques rénaux, risques cardio-vasculaires, etc.